# Arrondissement di Château-Gontier
L'arrondissement di Château-Gontier è una suddivisione amministrativa francese, situata nel dipartimento della Mayenne e nella regione dei Paesi della Loira.

## Composizione
L'arrondissement di Château-Gontier raggruppa 71 comuni in sette cantoni:
- cantone di Bierné
- cantone di Château-Gontier-Est
- cantone di Château-Gontier-Ovest
- cantone di Cossé-le-Vivien
- cantone di Craon
- cantone di Grez-en-Bouère
- cantone di Saint-Aignan-sur-Roë